# Squad (компания)
Monkey Squad, S.A. de C.V. (с англ. — «Отряд обезьян») (коммерческое обозначение — Squad) — мексиканская компания, в основном разрабатывающая компьютерные игры. Расположена в городе Мехико и наиболее известна по своей дебютной игре Kerbal Space Program.
Основной задачей «Squad» является предоставление цифровых и интерактивных услуг клиентам, таким как Coca-Cola, Hewlett-Packard, Sony, Samsung и Nissan, включая создание сайтов, партизанский маркетинг, мультимедийные установки и разработку корпоративного имиджа. Компания многопрофильная, часть из её продуктов относится к компьютерным играм.

## Деятельность

### Kerbal Space Program
В октябре 2010 года Фелипе Фаланге (англ. Felipe Falanghe) (он же под псевдонимом «HarvesteR») решил обратиться к владельцам Squad Адриану Гойе (англ. Adrian Goya) и Эзекиле Айарзе (англ. Ezequiel Ayarza) с сообщением о том, что собирается уйти в отставку для того, чтобы работать над видеоигрой. На это администрация Squad ответила, Фелипе может создать игру в Squad в качестве проекта компании после окончания своего текущего проекта. Так началась разработка Kerbal Space Program — игра в жанре космический симулятор, демоверсия которой была впервые опубликована 24 июня 2011 года.
30 мая 2016 года Фелипе Фаланге заявил, что уходит с должности ведущего разработчика Kerbal Space Program ввиду того, что продолжит работу в другом, пока неназванном проекте.
31 мая 2017 года Squad объявила, что Kerbal Space Program приобретена Take-Two Interactive.

### Другие области
Squad намерена развернуть деятельность и в других областях, от производства звукозаписей до чистого маркетинга.